# NGC 2390
NGC 2390 في الفهرس العام الجديد، هي مجرة، تقع في كوكبة التوأمان. اكتشفت في 10 ديسمبر 1866 .

## روابط خارجية
- NGC 2390 على موقع ويكي سكاي: DSS2, SDSS, GALEX, IRAS, Hydrogen α, X-Ray, Astrophoto, Sky Map, Articles and images